# Реактор за ограничаване на ток
Реактор за ограничаване на тока (на английски: Current limiting reactor) е устройство за ограничаване на токове на късо съединение по шини за средно и високо напрежение в подстанции и разпределителни уредби. Токът се ограничава до нива, които могат да бъдат обработвани адекватно от разпределителните и комутационни уредби в електроразпределителните съоръжения.
Работата по силовите трансформатори е свързана с преобразуване на големи количества електрическа енергия. Към тези трансформатори се свързват реактори. Реакторът може да се опише като индуктивност или трансформатор без вторична намотка. Най-общо този индуктивен елемент има две основни функции: осигуряване на реактивно съпротивление, което ограничава протичащия ток и по този начин намалява нивата на късо съединение в системата и също така се използват за абсорбиране на изоставащи компоненти на предаваната енергия изразена в VARS или MVArs,което от своя страна подпомага контрола на потока и напрежението при натоварване или разтоварване на енергийната система.

## Класификация
Реакторите, в зависимост от тяхната конструкция и фазови характеристики, могат да се класифицират като:
- Еднофазни използвани най-често при еднофазни или земни къси съединения или Трифазни за между фазни, двуфазни и трифазни към земя
- Със закрит или открит монтаж[3]
- С или без магнитно екраниране
- С въздушна или маслена изолация – бетонни с въздушна изолация, маслени с арматурно (желязно покритие), маслени без магнитно екранирано ядро, маслени без електромагнитно екранирано ядро[4]

## Основни характеристики
- Магнитни хактеристики. Кривата на намагнитване може да бъде:линейна, нелинейна или да изразява сатурация.
- Характеристика на Номинален ток спрямо индуктивно реактивно съпротивление
- Капацитет на претоварване на реактора